# 瑙河
48°27′49″N 10°16′36″E / 48.46361°N 10.27667°E

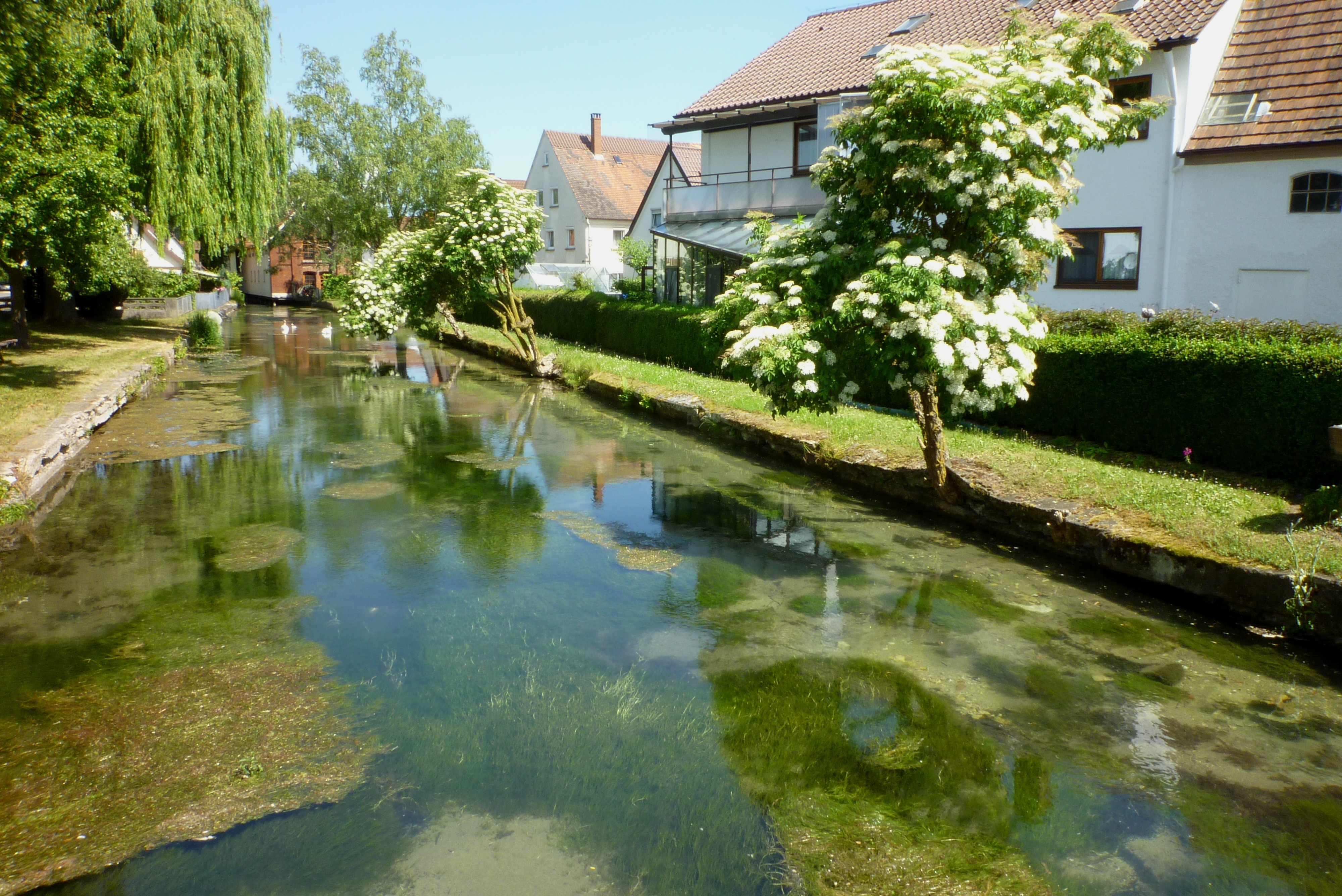
瑙河

瑙河（德語：Nau），是德國的河流，位於該國南部，橫跨巴伐利亞和巴登-符騰堡州，屬於多瑙河的左支流，河道全長21.1公里，流域面積104.3平方公里，發源自朗根奧西北部。

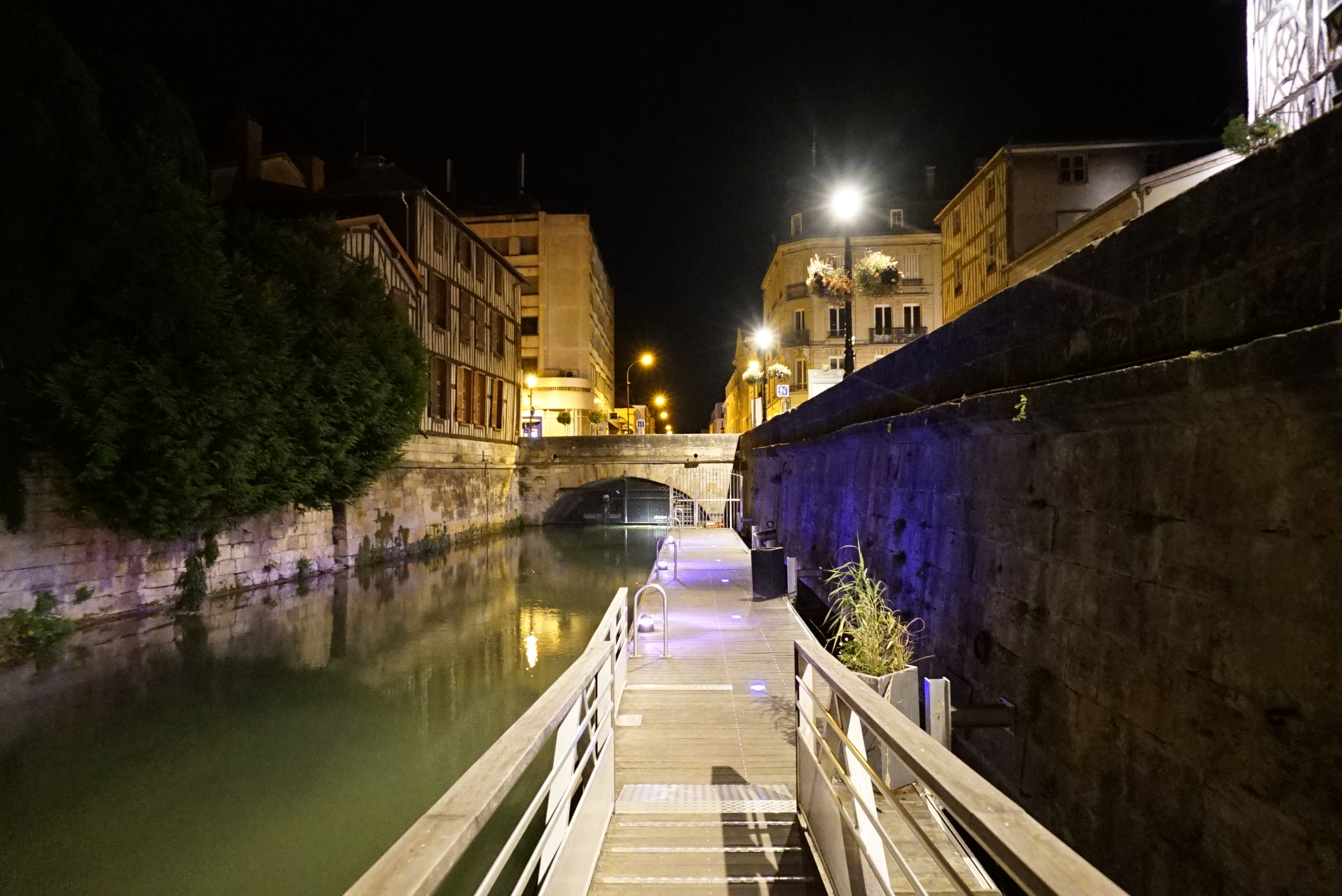
夜景
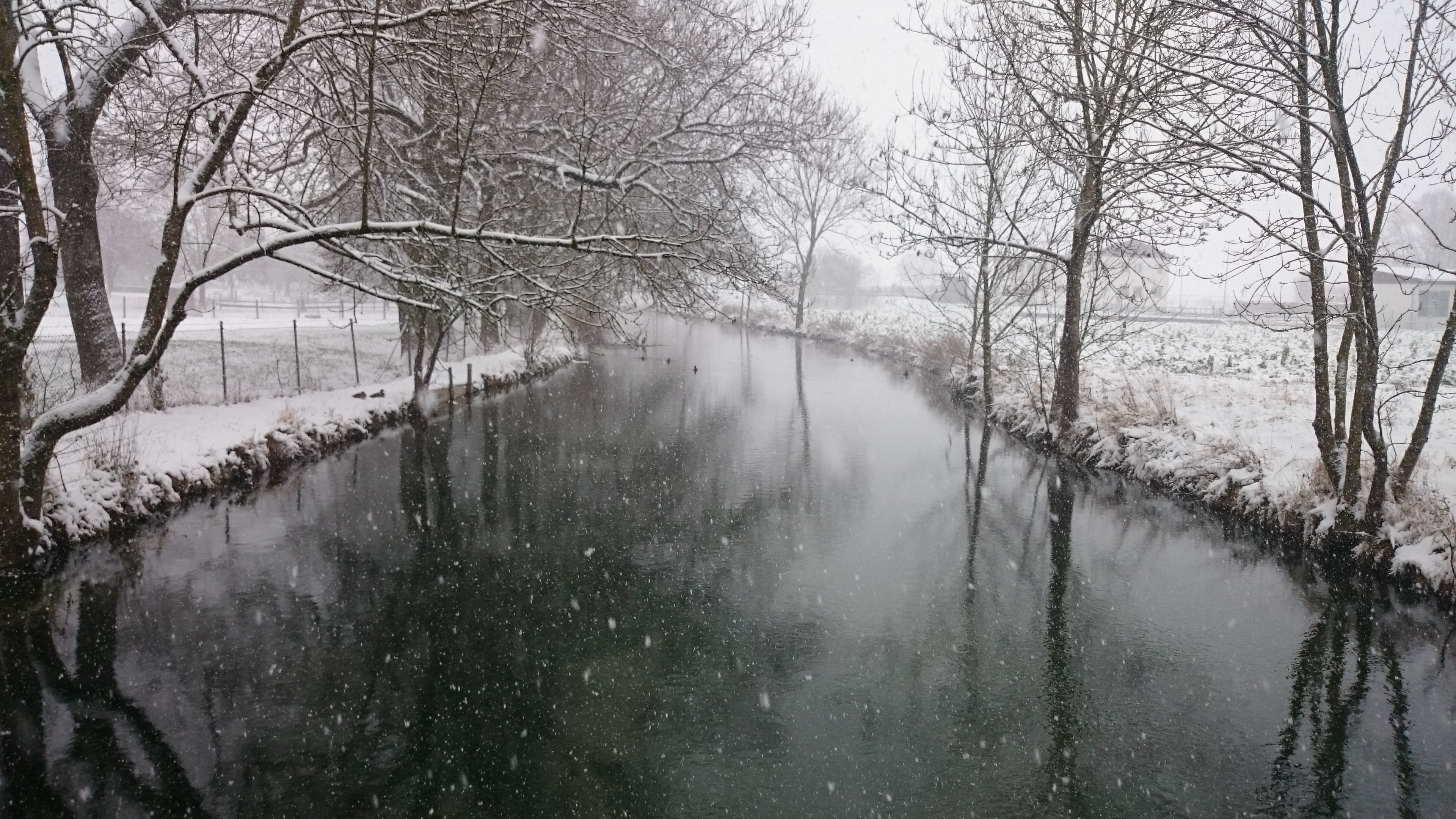
雪景